# Cuesta de Zapata
Cuesta de Zapata är ett bergspass i Chile. Det ligger i provinsen Provincia de Valparaíso och regionen Región de Valparaíso, i den södra delen av landet, 60 km väster om huvudstaden Santiago de Chile. Cuesta de Zapata ligger 445 meter över havet.
Terrängen runt Cuesta de Zapata är huvudsakligen kuperad, men åt nordost är den bergig. Närmaste större samhälle är Casablanca, 14,6 km nordväst om Cuesta de Zapata.
I omgivningarna runt Cuesta de Zapata växer huvudsakligen savannskog. Runt Cuesta de Zapata är det ganska glesbefolkat, med 32 invånare per kvadratkilometer.